# پوزلوویتسه
پوزلوویتسه (به چکی: Pozlovice) یک منطقهٔ مسکونی در جمهوری چک است که در ناحیه زلین واقع شده‌است. پوزلوویتسه ۹٫۵۸ کیلومتر مربع مساحت و ۱٬۲۲۹ نفر جمعیت دارد و ۳۰۲ متر بالاتر از سطح دریا واقع شده‌است.